# Aulosen
Aulosen is een plaats en voormalige gemeente in de Duitse deelstaat Saksen-Anhalt, en maakt deel uit van de Landkreis Stendal.
Aulosen telt 234 inwoners.